# Kool & the Gang
Kool & the Gang é um grupo americano de R&B, soul, funk e  disco, originalmente formado em  1964 como os Jazziacs, baseados em Jersey City, Nova Jérsei. O grupo teve diversas fases musicais durante sua carreira, começando com um som jazz mais purista, então funk e  R&B, progredindo para um pop-funk mais suave, e após 2000 criando uma música com um som mais moderno e electro-pop. Venderam mais de 70 milhões de álbuns em todo o mundo.

## Carreira
Formado em 1964 pelos irmãos Robert "Kool" Bell e Ronald Bell "Khalis Bayyan" que chamaram para completar a equipe mais cinco amigos do ensino médio, Ricky West, Dennis Thomas, Charles Smith, Robert "Spike" Mickens e Woody Sparrow, assim lançando o álbum de estreia denominado Kool & The Gang em 1969.
E com o passar do tempo foram deixando um pouco de lado o jazz, para assumir uma característica mais Funk e R&B.
Até aí a banda já era muito conhecida, até que em 1973 lançam o disco Wild and Peaceful que trazia os sucessos Jungle Boogie, Funky Stuff e Hollywood Swinging.
E no ano seguinte, veio o álbum Light of Worlds, que vinha com o sucesso Summer Madness.
No ano de 1975, eles lançaram o disco Spirit Of The Boogie, e Ricky West deixa a banda.
Chegou 1976. Eles lançam Open Sesame, que foi um sucesso, tanto que a faixa-título foi para a trilha sonora de "Os Embalos de Sábado a Noite".

### Chegada de Taylor, Toon e Deodato
E em 1978, eles querem um vocalista. E fizeram um teste com James "JT" Taylor e com Earl Toon Jr. , que foram aprovados. Chegou 1979, e eles lançam "Ladies Night" com Eumir Deodato na produção. E ano seguinte, eles lançam Celebration, outra vez com produção de Deodato.
Em 1983, Deodato sai.
E em 1985, Ricky West, ex-integrante da banda, morre de uma doença incurável.

### Chegada de um Membro da Area do Bobby Jimmy & the Critters,JEFF PAGE
Ele chega quanto decide sair do grupo em 1986. Quando ele entrou, o Grupo Novo foi pro lado do Hip Hop. Só ficou em torno de 3 albuns e saiu em 1993 ele sai pra começar a carreira solo.
A banda continua com sucessos durante toda a década de 80, quando, em 1988, James deixa a banda para seguir carreira solo.

### Declínio
Em 1989, eles resolvem escolher três vocalistas, que são Odeen Mays Jr., Sennie "Skip" Martin e Shawn McQuiller, e lançam "Sweat", que não fez tanto sucesso.
Em 1992, eles lançam o CD "Unite", que também foi fraco em vendas.

### Pequena volta de James
Até que em 1996 James finalmente volta ao K&TG, mas é somente para uma turnê do álbum "State of Affairs", do mesmo ano. E em 1999, Taylor encerra sua reunião com a banda.

### Volta do K&TG
Em 2000, eles voltam. E dessa vez é para valer. Com todos os integrantes que participaram da banda (exceto Ricky West, Robert Mickens, Woody Sparrow, Eumir Deodato e James), eles gravam um DVD com os maiores sucessos da banda no House of Blues.
Em junho de 2006, Charles Smith, o co-fundador do K&TG, morre. No ano seguinte entra um novo vocalista, Jirmad Gordone, e eles lançam um novo CD, "Still Kool", recheado de sucessos.

## Membros

### Membros atuais
- Robert "Kool" Bell (Muhammad Bayyan) - baixo (1964–presente)
- Curtis "Fitz" Williams - teclados (1982–presente)
- Michael Ray - trompete (1979-1990, ?-presente)
- Shawn McQuiller - vocais, guitarra (1991–presente)
- Lavell Evans - vocais (2011–presente)
- Timothy Horton - bateria (?–presente)
- Amir Bayyan - guitarra (2006–presente)
- Louis Taylor - sax alto (?–presente)

### Ex-membros
- Ronald Bell (Khalis Bayyan) - sax tenor (1964–2020)
- James "J.T." Taylor - vocais (1977–1988, 1996-2001)
- Ricky West - teclados (1964-1976, died 1985)
- Claydes Charles Smith - guitarra (1964-2006; sua morte)
- Robert "Spike" Mickens - trompete (1964-1986, died 2010)
- Larry Gittens - trompete, flugelhorn (1975-2007?)
- Otha Nash - vocais (1988-?)
- Donald Boyce - vocais (1973-1976)
- Kevin Lassiter - teclados, piano, vocais (1976-1982)
- Clifford Adams - trombone (1977-2015; sua morte)
- Royal Bayyan - guitarra (?-?)
- Sonnie "Skip" Martin - vocais (1988-2005)
- Dennis Thomas - sax alto (1964–2021; sua morte)
- George Brown - bateria (1964–2023; sua morte)

## Discografia

### Singles
| Ano  | Título                                           | US Hot 100 | US R&B | US Dance | UK Singles | Álbum                           |
| ---- | ------------------------------------------------ | ---------- | ------ | -------- | ---------- | ------------------------------- |
| 1969 | "Kool and the Gang"                              | 59         | 19     | -        | -          | Kool and the Gang               |
| 1970 | "Let the Music Take Your Mind"                   | 78         | 19     | -        | -          | Kool and the Gang               |
| 1970 | "Funky Man"                                      | 87         | 16     | -        | -          | Live at the Sex Machine         |
| 1971 | "I Want To Take You Higher"                      | -          | 35     | -        | -          | Live at the Sex Machine         |
| 1971 | "Who's Gonna Take the Weight (Part One)"         | -          | 28     | -        | -          | Live at the Sex Machine         |
| 1972 | "Love the Life You Live, Part I"                 | -          | 31     | -        | -          | Music Is the Message            |
| 1973 | "Funky Stuff"                                    | 29         | 5      | -        | -          | Wild and Peaceful               |
| 1974 | "Jungle Boogie"                                  | 4          | 2      | -        | -          | Wild and Peaceful               |
| 1974 | "Hollywood Swinging"                             | 6          | 1      | -        | -          | Wild and Peaceful               |
| 1974 | "Higher Plane"                                   | 37         | 1      | -        | -          | Light of Worlds                 |
| 1975 | "Rhyme Tyme People"                              | 63         | 3      | -        | -          | Light of Worlds                 |
| 1975 | "Summer Madness"                                 | 35         | 36     | -        | -          | Light of Worlds                 |
| 1975 | "Spirit of the Boogie"                           | 35         | 1      | -        | -          | Spirit of the Boogie            |
| 1975 | "Caribbean Festival"                             | 55         | 6      | -        | -          | Spirit of the Boogie            |
| 1976 | "Love and Understanding (Come Together)"         | 77         | 8      | -        | -          | Love & Understanding            |
| 1976 | "Universal Sound"                                | -          | 71     | -        | -          | Love & Understanding            |
| 1977 | "Open Sesame"                                    | 55         | -      | 13       | -          | Saturday Night Fever soundtrack |
| 1978 | "Slick Superchick"                               | -          | 19     | -        | -          | The Force                       |
| 1979 | "Ladies Night"                                   | 8          | 1      | 5        | 9          | Ladies Night                    |
| 1980 | "Too Hot"                                        | 5          | 3      | -        | 23         | Ladies Night                    |
| 1980 | "Hangin' Out"                                    | -          | -      | -        | 52         | Ladies Night                    |
| 1980 | "Celebration"                                    | 1          | 1      | 1a       | 7          | Celebrate!                      |
| 1981 | "Jones vs. Jones"                                | 39         | 33     | -        | 17         | Celebrate!                      |
| 1981 | "Take It To the Top"                             | -          | 11     | -        | 15         | Celebrate!                      |
| 1981 | "Take My Heart (You Can Have It If You Want It)" | 17         | 1      | 16b      | 29         | Something Special               |
| 1982 | "Steppin' Out"                                   | 89         | 12     | -        | 12         | Something Special               |
| 1982 | "Get Down on It"                                 | 10         | 4      | -        | 3          | Something Special               |
| 1982 | "Big Fun"                                        | 21         | 6      | -        | 14         | As One                          |
| 1982 | "Hi De Hi, Hi De Ho"                             | -          | -      | -        | 29         | As One                          |
| 1983 | "Let's Go Dancin' (Ooh La, La, La)"              | 30         | 7      | -        | 6          | As One                          |
| 1983 | "Street Kids"                                    | -          | 78     | -        | -          | As One                          |
| 1983 | "Straight Ahead"                                 | -          | -      | -        | 15         | In the Heart                    |
| 1983 | "Joanna"                                         | 2          | 1      | -        | 2          | In the Heart                    |
| 1984 | "Tonight"                                        | 13         | 7      | -        | -          | In the Heart                    |
| 1984 | "When You Say You Love Somebody (In the Heart)"  | -          | -      | -        | 7          | In the Heart                    |
| 1984 | "Misled"                                         | 10         | 3      | -        | -          | Emergency                       |
| 1985 | "Fresh"                                          | 9          | 1      | 1        | 11         | Emergency                       |
| 1985 | "Cherish"                                        | 2          | 1      | -        | 4          | Emergency                       |
| 1985 | "Emergency"                                      | 18         | 7      | 41       | 50         | Emergency                       |
| 1986 | "Victory"                                        | 10         | 2      | 35       | 30         | Forever                         |
| 1987 | "Stone Love"                                     | 10         | 4      | 41       | 45         | Forever                         |
| 1987 | "Holiday"                                        | 66         | 9      | -        | -          | Forever                         |
| 1987 | "Special Way"                                    | 72         | -      | -        | -          | Forever                         |
| 1988 | "Rags to Riches"                                 | -          | 38     | -        | -          | Greatest Hits & More            |
| 1989 | "Raindrops"                                      | -          | 27     | -        | -          | Sweat                           |
| 1989 | "Never Give Up"                                  | -          | 74     | -        | -          | Sweat                           |
| 2005 | "Hollywood Swinging"                             | -          | -      | 5        | -          | Be Cool soundtrack              |